# Pentapedilum daitokeleum
Pentapedilum daitokeleum är en tvåvingeart som beskrevs av Sasa och Suzuki 2001. Pentapedilum daitokeleum ingår i släktet Pentapedilum och familjen fjädermyggor. Inga underarter finns listade i Catalogue of Life.